# Varanus salvadorii
Varanus salvadorii és una espècie de sauròpsid (rèptil) escatós de la família dels varànids que viu a Nova Guinea. És el varà més gros de Nova Guinea i un dels més grossos del món, ja que pot assolir els 244 cm de llarg. És l'únic membre del subgènere Papusaurus. V. salvadorii és arbori amb el cos verd fosc i bandes grogues. Té la cua molt llarga. Viu en manglars i selves plujoses litorals al sud de l'illa. S'alimenta d'ocells, petits mamífers, ous i carronya. És difícil de criar en captivitat.
V. salvadorii està amenaçat per la desforestació i la caça furtiva, i està protegit per l'acord CITES.

## Biologia i morfologia
El seu morro és bulbós cosa que el fa diferent d'altres varans i més semblant a un cocodril arbori. No presenta dimorfisme sexual extern.
La seva cua representa el 210% de la llargada de l'animal. Quan és acabat de néixer fa 45 cm de llarg i de gran acostuma a fer 150 cm o més. El més llarg feia 244 cm de llarg,
Varanus salvadorii té capacitats aeròbiques similars a la dels mamífers i al contrari que la majoria de llangardaixos pot córrer i respirar al mateix temps.